# Peponocranium dubium
Peponocranium dubium là một loài nhện trong họ Linyphiidae.
Loài này thuộc chi Peponocranium. Peponocranium dubium được Jörg Wunderlich miêu tả năm 1995.